# AMD Phenom II
AMD Phenom II — сімейство багатоядерних процесорів компанії AMD, які виготовлені за 45 нм технологічним процесом, і базуються на AMD K10 мікроархітектурі, в свою чергу є наступниками процесорної лінійки Phenom. Процесор Phenom II версії Socket AM2+ був випущений в грудні 2008, а версія для Socket AM3, з підтримкою DDR3, їхня перша партія (трьох- і чотирьохядерні) була випущена 9 лютого 2009. Для створення двопроцесорної системи потрібен Socket F+, який є основою платформи AMD Quad FX. Процесори Phenom II X6 наступного покоління були представлені 27 квітня 2010 року. 
AMD Phenom II X4 є процесорною компонентою платформи Dragon (Дракон), яка також включає в себе чипсети 790-ї серії та графіку серії Radeon HD 4800. Нові процесори серії Thuban Phenom II X6 є процесорною компонентою платформи Лео, яка також включає чипсети серії AMD890, та графіку серії Radeon HD 5800 series graphics.

## Особливості
У процесорах Phenom II збільшили втричі загальний розмір кеш-пам'яті L3 від 2 Мб (як в оригіналній лінії Phenom) до 6 МБ,  завдяки цьому приріст продуктивності збільшився до 30%. Ще одна відміна від попередніх Phenom є те, що технологія Cool'n'Quiet тепер застосовується для процесора в цілому, а не для кожного окремого ядра. Це було зроблено з метою уникнення неправильної обробки потокових обчислень у Windows Vista, яка могла переводити однопотокові обрахунки на інші ядра, які працювали в режимі холостого ходу на частоті, зменшеній вдвічі, в результаті продуктивність процесу також зменшувалася вдвічі. 
Процесори Phenom II (920, 940) версії Socket AM2+ не передбачає сумісності із Socket AM3.  Але процесори Phenom II для Socket AM3 зворотно сумісні із Socket AM2+, хоча це залежить від виробників материнських плат, і зазвичай вирішується оновленням BIOS. Також, окрім контактної сумісності, контролер пам'яті у Phenom II для сокету AM3  підтримує пам'ять DDR2 та DDR3 (до DDR2-1066 і DDR3-1333), що дозволяє користувачам, із наявною системою на основі Socket AM2 + оновити процесор, не замінюючи системну плату та оперативну пам'ять. Проте, подібно до попередника, оригінального Phenom із підтримкою пам'яті максимальної частоти DDR2-1066, сучасні Phenom II обмежені на рівні платформи частотою пам'яті на рівні DDR3-1333 по одній планці пам'яті на канал, в протилежному випадку модулі пам'яті блокуються до DDR3-1066.  Як стверджують AMD, така поведінка пов'язана з BIOS, а не контролером пам'яті, і обговорюються плани щодо оновлення BIOS. Контролер пам'яті, який дозволяє працювати з двома типами пам'яті, дає виробникам материнських плат та системним інтеграторам можливість використовувати для системи AM3 пам'ять DDR2, що дозволяє знизити загальну вартість системи, на противагу до конкуруючих чипив від Intel, які вимагають DDR3.
Деякі процесори Phenom AM3 верхнього рівня (125W x945, x955 і x965) потребують спеціального живлення, яке часто називають «подвійна лінія живлення». Це, за замовчуванням, підтримується у всіх рідних платах AM3, але не у всіх AM2+, навіть в тих, які рекламуються як «оптимізовані для AM3» або «готові для використання AM3». Процесори працюють нижче своєї номінальної швидкодії (наприклад на частоті 800 МГц); симптоми цієї несумісності — заблоковані частота та множник. Це вже апаратна проблема, яку неможливо розв'язати за допомогою оновлення BIOS.
| Сімейство процесорів AMD Phenom II | Сімейство процесорів AMD Phenom II | Сімейство процесорів AMD Phenom II | Сімейство процесорів AMD Phenom II | Сімейство процесорів AMD Phenom II |
| AMD K10                            | Настільні комп'ютери               | Настільні комп'ютери               | Настільні комп'ютери               | Настільні комп'ютери               |
| AMD K10                            | Шестиядерні                        | Чьотирьохядерні                    | Трьохядерні                        | Двоядерні                          |
| ---------------------------------- | ---------------------------------- | ---------------------------------- | ---------------------------------- | ---------------------------------- |
| Кодова назва                       | Thuban                             | Deneb                              | Heka                               | Callisto                           |
| Ядро                               | 45 нм                              | 45 нм                              | 45 нм                              | 45 нм                              |
| Дата виходу                        | 2010                               | Січень 2009                        | Лютий 2009                         | Червень 2009                       |
| Список процесорів AMD Phenom       |                                    |                                    |                                    |                                    |

Починаючи з версії AM3 Phenom II, існує три ряди на основі тих же кремнієвих підкладок, які реалізуються. Перша серія є флагманською, і представляють всі потенційні можливості чипа. Інші три серії утворюються відключенням певної функціональності, яка була проведена із певною кількістю дефектів. Дефектні частини цих чипів відключаються і самі чипи перемарковуються до молодших класів продукції.
- 900-та серія: флагманська серія з повним комплектом ядер і включеним кешем-пам'яті L3.
- 800-та серія: Ці чипи з дефектом у кеш-пам'яті L3; 2 MB відключені, в результаті чого чип отримує 4 МБ кеш-пам'яті L3 та всі ядра в повному обсязі.
- 700-та серія: Ці чипи мають одне відключене ядро, залишається три (продаються як «X3») і забезпечені повною кеш-пам'яттю L3.
- 500-та серія: Ці чипи мають два браковані ядра, залишаються два робочі (продаються як «X2») і забезпечені повною кеш-пам'яттю L3.

Є кілька версій Phenom II X2 і X3, в яких немає дефектів на кремнієвій підкладці, але одне чи навіть два ядра «відключили», для підтримання конкурентної коньюктури на ринку нижнього цінового діапазону. В результаті, при правильній материнської платі і BIOS-у, можна розблокувати неробоче ядро(а) процесору. Проте успіх цього не гарантовано, оскільки в деяких випадках ядро(а) може бути відключена через їх дійсний брак. Загальностатистичні дані, які зібрані та узагальнені ентузіастами на сайті, свідчать про 70% успіху.

## Розгін
Процесори Phenom II є першою серією процесорів AMD в яких усунена проблема «холодної помилки» (яка викликає зупинку нормального функціонування процесора, при охолодженні його нижче певної температури, а також запобігає використання «крайніх» методів охолодження, таких як сухий лід або рідкий азот). Після ліквідації цієї помилка процесори стали більш схильними до розгону на більш високий рівень, ніж будь-які інші процесори AMD.
На публічній демонстрації розгінного потенціалу  Phenom II, (Лас-Вегас 10 січня 2009, CES 2009), Самі «Macci» Мякінен (Sami Makinen — рекордний оверклокер), який використав Phenom II X4 940 та плату DFI LANParty 790FXB-M2RS в поєднанні із охолодженням рідким азотом та рідким гелієм, подолав результат 6,5 ГГц тактової частоти процесора і побив світовий рекорд 3DMark 2005, отримавши в загальній складності 45474 балів.
Команда оверклокерів LimitTeam успішно розігнали процесор AMD Phenom II X4 955 (Black Edition) на ядрі Deneb 30 квітня 2009 року і представили результати перевірки на CPU-Z. У ході процесу команда використовувала материнську плату Asus M4A79T Deluxe, яку Asus охрестили «платформа багатовимірної продуктивності», яка підтримує процесори AMD із TPD до 140Вт і основана на чипсетах AMD 790FX/SB750. У результаті команда досягла частоти 7,127 ГГц, побивши попередній результат в 6,7 ГГц. Щоправда, LimitTeam не надали жодної інформації про систему охолодження, яку вони використовували при розгоні. 

## Ядра

### Thuban
- Шість ядер AMD K10
- 45 нм технологічний процес SOI із імерсійною літографією
- Кеш L1: 64 Кб + 64 Кб (для даних + для інструкцій) на ядро
- Кеш L2: 512 Кб на ядро, на повній швидкості
- Кеш L3: 6 Мб розподіляються між усіма ядрами
- Контролер пам'яті: підтримка двоканального режиму DDR2-1066 МГц (AM2+), підтримка двоканального режиму DDR3-1333 (AM3)
- MMX, розширений 3DNow!, SSE, SSE2, SSE3, SSE4a, AMD64, Cool'n'Quiet, NX bit, AMD-V
- Turbo CORE [18]
- Socket AM2+, Socket AM3, шина пам'яті HyperTransport із частотою від 1800 до 2000 МГц
- Споживана потужність (TDP): 95 і 125 Вт
- Вперше представлені
  - 27 квітня 2010 (степінг C3)
- Тактова частота: 2600-3200 МГц
- Моделі: Phenom II X6 1035T, 1055T, 1075T та 1090T

### Deneb
- Чотири ядра AMD K10
- 45 нм технологічний процес SOI із імерсійною літографією
- Кеш L1: 64 Кб + 64 Кб (для даних + для інструкцій) на ядро
- Кеш L2: 512 Кб на ядро, на повній швидкості
- Кеш L3: 6 Мб розподіляються між усіма ядрами
- Контролер пам'яті: підтримка двоканального режиму DDR2-1066 МГц (AM2+), підтримка двоканального режиму DDR3-1333 (AM3)
- MMX, розширений 3DNow!, SSE, SSE2, SSE3, SSE4a, AMD64, Cool'n'Quiet, NX bit, AMD-V
- Socket AM2+, Socket AM3, шина пам'яті HyperTransport із частотою від 1800 до 2000 МГц
- Споживана потужність (TDP): 65, 95, 125 і 140 Вт
- Вперше представлені
  - 8 січня 2009 (степінг C2)
- Тактова частота: 2500-3400 МГц
- Моделі: Phenom II X4 від 805 до 965

### Heka
- Три ядра AMD K10 з технологією harvesting technique, одне ядро відімкнуте
- 45 нм технологічний процес SOI із імерсійною літографією
- Кеш L1: 64 Кб + 64 Кб (для даних + для інструкцій) на ядро
- Кеш L2: 512 Кб на ядро, на повній швидкості
- Кеш L3: 6 Мб розподіляються між усіма ядрами
- Контролер пам'яті: підтримка двоканального режиму DDR2-1066 МГц (AM2+), підтримка двоканального режиму DDR3-1333 (AM3)
- MMX, розширений 3DNow!, SSE, SSE2, SSE3, SSE4a, AMD64, Cool'n'Quiet, NX bit, AMD-V
- Socket AM3, шина пам'яті HyperTransport із частотою 2000 МГц
- Споживана потужність (TDP): 65 і 95 Вт
- Вперше представлені
  - 9 лютого 2009 (степінг C2)
- Тактова частота: 2500 to 3000 МГц
- Моделі: Phenom II X3 від 705e до 740

### Callisto
- Два ядра AMD K10 з технологією harvesting technique, два ядра відімкнуто
- 45 нм технологічний процес SOI із імерсійною літографією
- Кеш L1: 64 Кб + 64 Кб (для даних + для інструкцій) на ядро
- Кеш L2: 512 Кб на ядро, на повній швидкості
- Кеш L3: 6 Мб розподіляються між усіма ядрами
- Контролер пам'яті: підтримка двоканального режиму DDR2-1066 МГц (AM2+), підтримка двоканального режиму DDR3-1333 (AM3)
- MMX, розширений 3DNow!, SSE, SSE2, SSE3, SSE4a, AMD64, Cool'n'Quiet, NX bit, AMD-V
- Socket AM3, шина пам'яті HyperTransport із частотою 2000 МГц
- Споживана потужність (TDP): 80 Вт
- Вперше представлені
  - 1 червня 2009 (степінг C2)
- Тактова частота: 3000-3200 МГц
- Моделі: Phenom II X2 від 545 до 555